# Jennie Quigley

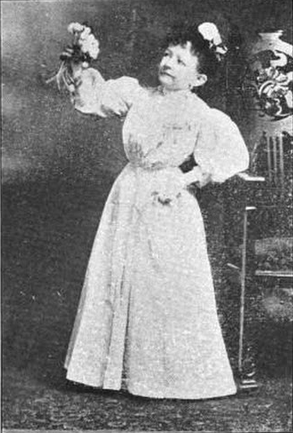
Jennie Quigley, foto de una publicación de 1914.

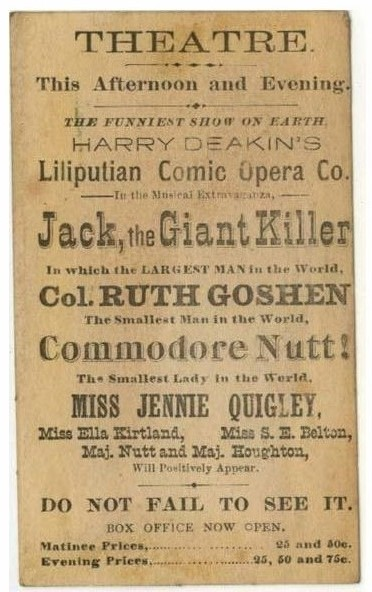
Cartel de la obra Jack, the Giant Killer, presentando a Jennie Quigley.

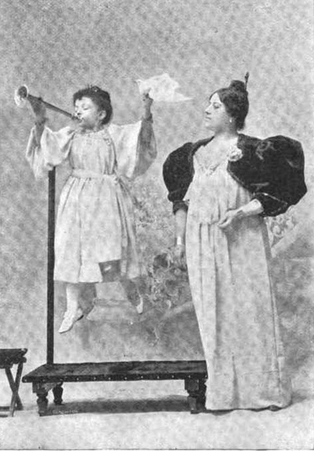
Jennie Quigley y la hipnotista "Madame Mozart", de una publicación de 1897.

Jennie Quigley (20 de agosto de 1850-11 de marzo de 1936) fue una actriz de atracciones de feria escocesa en los Estados Unidos, con enanismo hipofisario o proporcionado. Era anunciada como "La reina de Escocia" y "la Dama más Pequeña del Mundo" por P. T. Barnum.

## Primeros años
Jennie Quigley nació en Glasgow, hija de James Quigley y Jane Kerr Quigley. Al quedar viuda, su madre se trasladó a Brooklyn, Nueva York con ella y su hermano en 1861.

## Carrera
Quigley fue contratada por P. T. Barnum en 1863, siendo aun muy joven y en crecimiento. La publicitaba como "la Reina de Escocia" y "la Dama más Pequeña del Mundo" asegurando que tenía menos de dos pies de altura (60 cm, pero podría dudarse porque esta era la talla con la que Barnum siempre anunciaba a los nuevos enanos que contrataba); a los 28, se decía que tenía una altura de 36 pulgadas (91 cm); cuando se retiró en 1917, medía 41 pulgadas (1,05 m).
Quigley después fue de gira con la Liliputian Comic Opera Company, una compañía de teatro y vodevil formada por actores enanos, desde 1877 hasta al menos 1901, trabajando con otros pequeños intérpretes, como el Comodoro Nutt, Charles W. Nestel ("Comodoro Foote"), el Almirante Dot, y Eliza Nestel ("Queenie Foote"). En 1887 se exhibió en un dime museum, el "World's Museum" en Boston. Después de reunirse con la hipnotista "Madame Mozart" en Denver, las dos mujeres ingeniaron un acto juntas en 1897.
En 1933 y 1934, mucho después de su retiro, formó parte de la exhibición "Midget Village" en la Exposición Universal de Chicago y celebró su 83.º cumpleaños en un gran evento público, como parte de las celebraciones.
Al menos un miembro del público llamó a una hija después Jennie Quigley.

## Vida personal
Jennie Quigley fue iniciada en 1876 como miembro de la Orden de la Estrella de Oriente masónica en Chicago. Murió en 1936, a los 85 años, en la casa de Chicago de su sobrino, Victor Quigley.